# Arnošt Smrž
Arnošt Smrž (10. ledna 1911 Cerekvice nad Bystřicí – 20. května 1945 Pardubice) byl český fotbalista a voják Československé armády (podporučík pěchoty).
Obecnou školu začal navštěvovat v roce 1917 ve Skutči a tamtéž chodil i na měšťanskou školu. Později studoval Obchodní školu v Pardubicích, odkud roku 1927 přešel do Chrudimi, kde pokračoval na Obchodní akademii a v roce 1931 zde studia ukončil (bez maturity).
Odveden byl ve středu 12. dubna 1933 a prezenční službu absolvoval od 17. července téhož roku do 16. září 1934 u Pěšího pluku 30 Aloise Jiráska ve Vysokém Mýtě. V rámci základní vojenské služby navštěvoval od 21. července 1933 do 28. února 1934 školu pro důstojníky pěchoty v záloze u 4. divize v Čáslavi. S účinností od 1. ledna 1935 byl povýšen do hodnosti podporučíka pěchoty v záloze.
Zaměstnán byl v Explosii Semtín.

## Hráčská kariéra
Od roku 1928 nastupoval za A-mužstvo SK Pardubice. Na začátku roku 1931 přestoupil do pražské Sparty, v jejímž dresu odehrál na jaře 1933 jedno prvoligové utkání (12. března 1933 proti AFK Bohemians). Od roku 1934 hrál opět za SK Pardubice a hráčskou kariéru uzavřel v Explosii Semtín.

### Prvoligová bilance
| Ročník             | Zápasy | Góly | Minuty | Klub            |
| ------------------ | ------ | ---- | ------ | --------------- |
| I. liga 1932/33    | 1      | 0    | 90     | AC Sparta Praha |
| CELKEM I. ČS. LIGA | 1      | 0    | 90     |                 |

## Úmrtí
Zemřel na následky zranění, která utrpěl v úterý 8. května 1945. Téhož dne v dopoledních hodinách vyzval Národní výbor městským rozhlasem příslušníky Československé armády, aby se dostavili před radnici. Krátce před jedenáctou hodinou dopolední se skupina vojáků, kterou vedl npor. Vladimír Eliáš, vydala směrem k pardubickému letišti, aby je převzala od německé armády. Nedlouho poté najel řidič německého obrněného vozidla úmyslně do skupiny československých vojáků (u lékárny na křižovatce dnešních ulic Sladkovského a Třída míru), přičemž Arnošt Smrž a Vladimír Eliáš utrpěli mnohočetná zranění. Arnošt Smrž skonal v neděli 20. května 1945 v rodinném kruhu.